# Ángel Pedro Giler
Ángel Pedro Giler ist eine Parroquia rural („ländliches Kirchspiel“) im Kanton Tosagua der ecuadorianischen Provinz Manabí. Verwaltungssitz ist La Estancilla. Die Parroquia besitzt eine Fläche von 67,15 km². Die Einwohnerzahl lag im Jahr 2010 bei 6282.

## Lage
Die Parroquia Ángel Pedro Giler liegt in einer Beckenlandschaft am Westfuß der Cordillera Costanera etwa 33 km von der Pazifikküste entfernt. Der etwa 15 m hoch gelegene gleichnamige Hauptort befindet sich am Río Carrizal, ein linker Nebenfluss des Río Chone, 4 km südöstlich vom Kantonshauptort Tosagua. La Estancilla liegt an einer Nebenstraße, welche die Orte Tosagua und Calceta miteinander verbindet.
Die Parroquia Ángel Pedro Giler grenzt im Westen und im Nordwesten an die Parroquia Tosagua, im Nordosten an die Parroquias Bachillero, im Südosten an die Parroquia Calceta (Kanton Bolívar) und an den Kanton Junín sowie im Süden an den Kanton Rocafuerte.

## Geschichte
Die Parroquia Ángel Pedro Giler wurde am 10. März 1945 im Kanton Rocafuerte gegründet. 1984 wurde die Parroquia unter dem Namen "La Estancilla" in den neu gegründeten Kanton Tosagua überführt. Am 9. Dezember 1996 erhielt die Parroquia wieder ihren ursprünglichen Namen. Der Namensgeber Ángel Pedro Giler (1875–1946) war ein Bürger, der offenbar ein Vorbild für die Gemeinde war.

## Wirtschaft
In dem Gebiet wird hauptsächlich Landwirtschaft betrieben. Es werden in erster Linie Mais, Kakao, Bananen und Erdnuss angebaut.

## Orte und Siedlungen
Neben dem Hauptort gibt es folgende Comunidades: La Madera, La Poza, La Palma – El Gramal, Los Pachones, Las Cañitas, La Pastora, Figueroa, San Bartolomé, Los Corrales, Los Naranjos, Tres Caminos, Vargas Torres – La Reforma, Las Guayjas, Cascol und Botijas Andentro.